# Moderus Alfa
Moderus Alfa je typ tramvaje, který vznikl modernizací polské tramvaje Konstal 105Na. Tramvaje Moderus Alfa jsou provozovány v Poznani, ve Štětíně a v Katovicích a přilehlým regionu GOP, rekonstrukce probíhají od roku 2006. 

## Modernizace
V 90. letech 20. století začala být situace v polských dopravních podnicích kritická. Nové tramvaje byly poměrně drahé, proto se začaly starší vozy modernizovat. Zpočátku šlo především o dosazení nové, úspornější elektrické výzbroje, časem se provozovatelé začali orientovat i na celkové rekonstrukce vozu včetně designu.
Vozová skříň byla kompletně opravena, rekonstruován byl interiér i stanoviště řidiče. V některých tramvajích dveře byly vyměněny za dvoukřídlé výklopné a byla dosazena nová čela dle návrhu krakovské firmy EC Engineering.

### Rozsah modernizace
| Typ      | Interiér | Čela | Pohon | Dveře         | Počet dveří | Klimatizace v kabině řidiče | Ostatní       |                   |
| -------- | -------- | ---- | ----- | ------------- | ----------- | --------------------------- | ------------- | ----------------- |
| HF 01    | Ano      | Ne   | Ne    | Ne            | 4           | Ne                          | Ne            | [ 1 ]             |
| HF 02 DK | Ano      | Ne   | Ne    | Ne            | 4           | Ne                          | obousměrný    | [ 1 ] [ 2 ]       |
| HF 03 L  | Ano      | Ne   | Ne    | Ne            | 4           | Ne                          | služební      | [ 1 ]             |
| HF 04 AC | Ano      | Ano  | Ano   | nové          | 4           | Ano                         | Ne            | [ 1 ] [ 2 ]       |
| HF 05    | Ano      | Ano  | Ne    | nový pohon    | 4           | Ne                          | Ne            | [ 1 ]             |
| HF 07    | Ano      | Ano  | Ne    | nové          | 4           | Ano                         | Ne            | [ 2 ]             |
| HF 09    | Ano      | Ano  | Ne    | nové výklopné | 3           | Ano                         | Ne            | [ 3 ] [ 2 ] [ 4 ] |
| HF 10 AC | Ano      | Ano  | Ano   | nové výklopné | 3           | Ano                         | nové podvozky | [ 3 ] [ 5 ]       |
| HF 11 AC | Ano      | Ano  | Ano   | nový pohon    | 4           | Ano                         | Ne            | [ 5 ]             |

## Dodávky tramvají
Modernizace na typ Moderus Alfa probíhají od roku 2006.
| Současný stát | Město                          | Článek | Typ      | Roky dodávek | Počet vozů |             |
| ------------- | ------------------------------ | ------ | -------- | ------------ | ---------- | ----------- |
| Polsko        | Poznaň                         | článek | HF 01    | 2006         | 22         | [ 1 ]       |
| Polsko        | Poznaň                         | článek | HF 02 DK | 2006         | 2          | [ 1 ]       |
| Polsko        | Poznaň                         | článek | HF 03 L  | 2007         | 2          | [ 1 ]       |
| Polsko        | Poznaň                         | článek | HF 04 AC | 2008         | 4          | [ 2 ]       |
| Polsko        | Poznaň                         | článek | HF 07    | 2008–2010    | 36         | [ 2 ]       |
| Polsko        | Katovice a přilehlý region GOP | článek | HF 05    | 2007         | 2          | [ 1 ]       |
| Polsko        | Katovice a přilehlý region GOP | článek | HF 11 AC | 2012–2014    | 75         | [ 6 ] [ 7 ] |
| Polsko        | Štětín                         | článek | HF 09    | 2008         | 2          | [ 2 ]       |
| Polsko        | Štětín                         | článek | HF 10 AC | 2011–2013    | 12         | [ 5 ]       |

## Provoz tramvají

### Štětín

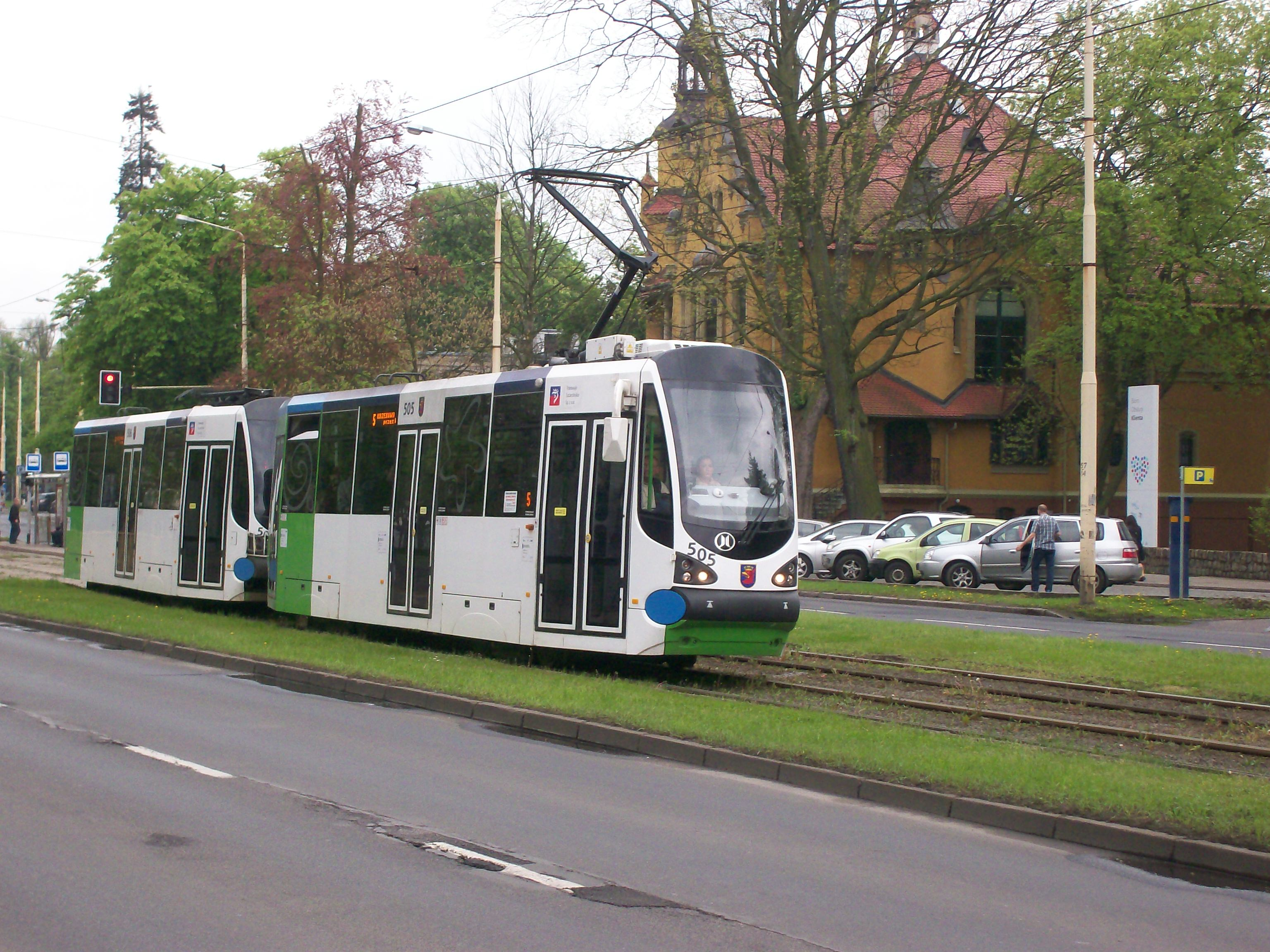
Souprava štětínských vozů Alfa HF 10 AC

Do Štětína byly v roce 2008 dodány dva tramvaje Moderus Alfa, jednalo se konkrétně o jeden motorový vůz a jeden vlečný vůz (označeny čísly 696 a 793). Tyto tramvaje jsou vybaveny dvojkřídlými, vně výklopnými dveřmi s poptávkovým otevíráním cestujícími, ručním řadičem, polopantografem Stemann a informačním systémem. Sedadla jsou uspořádána po obou stranách vozu v jedné řadě. Dalších vozů se Štětín dočkal v letech 2011 a 2012, kdy bylo dodáno zbylých 12 tramvají (6 motorových a 6 vlečných, označeny čísly 503–514).
Tramwaje Szczecińskie tak zakoupily celkem 14 tramvají Moderus Alfa, všechny vozy byly zkompletovány v ústředních dílnách dopravního podniku s využitím dílů odeslaných z Modertransu. Ve Štětíně jsou tramvaje Moderus Alfa provozovány jen ve dvojicích.